# San Pedro de Pegas
San Pedro de Pegas es una localidad del municipio de Bustillo del Páramo, en la provincia de León, Comunidad Autónoma de Castilla y León (España).

## Situación
Se encuentra próximo a la Autopista AP-71.
Le circundan las localidades de:
- Hospital de Órbigo
- Veguellina de Órbigo
- Barrio de Buenos Aires
- Castrillo de San Pelayo
- Acebes del Páramo
- Villavante
- Villamor de Órbigo

## Evolución demográfica
| 2000 | 2001 | 2002 | 2003 | 2004 | 2005 | 2006 | 2007 | 2008 | 2009 | 2010 | 2011 |
| 138  | 123  | 124  | 128  | 129  | 121  | 121  | 116  | 118  | 113  | 118  | 107  |

- Datos: Q5394653